# دیوید کنت (تاریخ‌نگار)
دیوید سیریل کِنت (انگلیسی: David Cyril Kent؛ ۳ فوریهٔ ۱۹۴۱) مورخ موسیقی و نویسندهٔ فرهنگ مردمی اهل استرالیا است. کنت تهیه‌کنندهٔ گزارش موسیقی کنت بوده‌است که جدول موسیقی ملی استرالیا از مهٔ ۱۹۷۴ تا ۱۹۹۶ در آن جمع‌آوری شده‌است. این گزارش از سال ۱۹۸۷ به‌عنوان گزارش موسیقی استرالیا شناخته می‌شود. این گزارش‌های موسیقی فهرستی هفتگی از جایگاه ۱۰۰ تک‌آهنگ و آلبوم برتر ملی بودند. گزارش‌های موسیقی کنت، از میانه‌های سال ۱۹۸۳ تا ژوئیهٔ ۱۹۸۸ که این انجمن صنعت ضبط استرالیا (ARIA) جدول‌های داخلی خود را توسعه داد، به‌عنوان جدول‌های رسمی ای‌آرآی‌ای از سوی این انجم مورد استفاده قرار می‌گرفتند.
کنت تا سال ۱۹۹۶ به انتظار گزارش موسیقی استرالیایی خود به‌صورت هفتگی ادامه داد. در سال ۱۹۹۳، کنت جدول‌های خود را در کتابی به نام کتاب جدول‌های استرالیا، ۱۹۷۰–۱۹۹۲ گردآوری کرد. او متعاقباً کتاب‌های کتاب جدول‌های استرالیا (۱۹۴۰–۱۹۶۹) را در سال ۲۰۰۵، کتاب جدول‌های استرالیا (۱۹۹۳–۲۰۰۵) را در سال ۲۰۰۶، و کتاب ۲۰تای برتر استرالیا (۱۹۴۰–۲۰۰۶) را در سال ۲۰۰۷ منتشر کرد.